# ماریو باردی
ماریو باردی (انگلیسی: Mario Bardi؛ ژانویه ۱۹۲۲ – ۷ سپتامبر ۱۹۹۸) نقاش اهل پالرموی ایتالیا بود. او پیرو سبک واقع‌گرایی در نقاشی بود. او در ۱۹۴۷ دانشکدهٔ مهندسی را رها کرد و به دنبال هنر به دانشکده هنرهای زیبای پالرمو رفت و در سال ۱۹۵۱ تحصیلاتش را به اتمام رساند.
نویسندهٔ سیسیلی، لئوناردو شاشا دربارهٔ باردی گفته‌است که: چیزی در نقاشی‌های او یافت نمی‌شود که نتوان با سیسیل آن را توضیح داد».

## تحلیل انتقادی
«هیچ چیز در تصاویر او وجود ندارد که سیسیل نتواند توضیح دهد»، لئوناردو شاشیا نوشت و باردی را نه صرفاً یک مفسر ساده از جزیره، بلکه رادیکال‌ترین کدگذار بصری آن دانست. در سرخ‌های درخشان و نارنجی‌هایی که همچون گدازه می‌درخشند، سیسیل به‌عنوان یک موجود زنده ظاهر می‌شود: معماری باروک، کلیساهای بی‌تزئین و سقف‌های سفالی در یک جرم ساختاری فشرده ادغام می‌شوند، تقریباً مانند یک ارگانیسم زمین‌شناختی که در آن مناظر شهری به یک تک‌سنگ فرهنگی تبدیل می‌شود.
زبان نقاشی باردی جایگاهی منحصربه‌فرد دارد: در حالی که رناتو گوتوسو سیسیل را از طریق چهره انسانی و انتقاد مستقیم روایت کرده است، باردی آن را به دستور زبان معماری ترجمه کرده و هویت را به ساختار ارتقاء داده است. در این زمینه، پژوهش او به شکوه یادمانی ماریو سی‌رونی نزدیک می‌شود، اما تیرگی صنعتی او را با تبدیل به یک ضربان مدیترانه‌ای پشت سر می‌گذارد. در زمینه بین‌المللی، استفاده او از رنگ یادآور قدرت احساسی نیکولا دُ استال است، هرچند که در یک حافظه تاریخی خاص ریشه دارد؛ و در ترکیب‌بندی صوری، با اکسپرسیونیسم معماری اروپا در دهه ۱۹۲۰ گفت‌وگو می‌کند و آن را به زمینه نور و گرمای مدیترانه‌ای منتقل می‌کند.
نقاشی‌های سیسیلی او بازنمایی نمی‌کنند؛ آن‌ها تجسم می‌یابند. هر دیوار، هر طاق و هر سایه به قطعه‌ای از یک حماسه جمعی تبدیل می‌شود، یک سنگ بنای واژگان بصری که جغرافیا را به اسطوره تبدیل کرده است. به همین دلیل، آثار این دوره یک میراث هنری با اهمیت بالا برای مجموعه‌های عمومی و خصوصی در سطح موزه‌ای محسوب می‌شوند.